# Corps Saxo-Borussia Freiberg
Das Corps Saxo-Borussia Freiberg ist ein Corps (Studentenverbindung) in Freiberg, das dem Weinheimer Senioren-Convent (WSC) angehört. Das Corps ist pflichtschlagend und farbentragend. Es vereint Studenten und ehemalige Studenten der TU Bergakademie Freiberg sowie der RWTH Aachen. Die Corpsmitglieder werden „Freiberger Sachsen-Preussen“ genannt. Sitz des Corps ist das als Corpshaus erbaute Haus in der Leipziger Straße 17 am Rande des Campus der TU.

## Einbindung
Innerhalb des WSC ist das Corps Saxo-Borussia im Sächsischen SC organisiert, zusammen mit dem Corps Altsachsen und dem Corps Teutonia Dresden. Es deckt seine Bestimmungsmensuren vornehmlich im Mitteldeutschen CSC ab, einem Waffenring sächsischer, Hallenser und Jenenser Corps. Es unterhält freundschaftliche Verbindungen mit den Corps Saxo-Montania, Borussia Clausthal und Rhenania Darmstadt, ohne jedoch ein offizielles Verhältnis zu haben.

## Couleur
Das Burschenband ist schwarz-grün-weiß, das Fuchsenband grün-weiß-grün, jeweils mit silberner Perkussion. Das Hauptcouleur sind weiße halbsteile Tellermützen, Füchse tragen sie mit den Fuchsenfarben.

## Geschichte

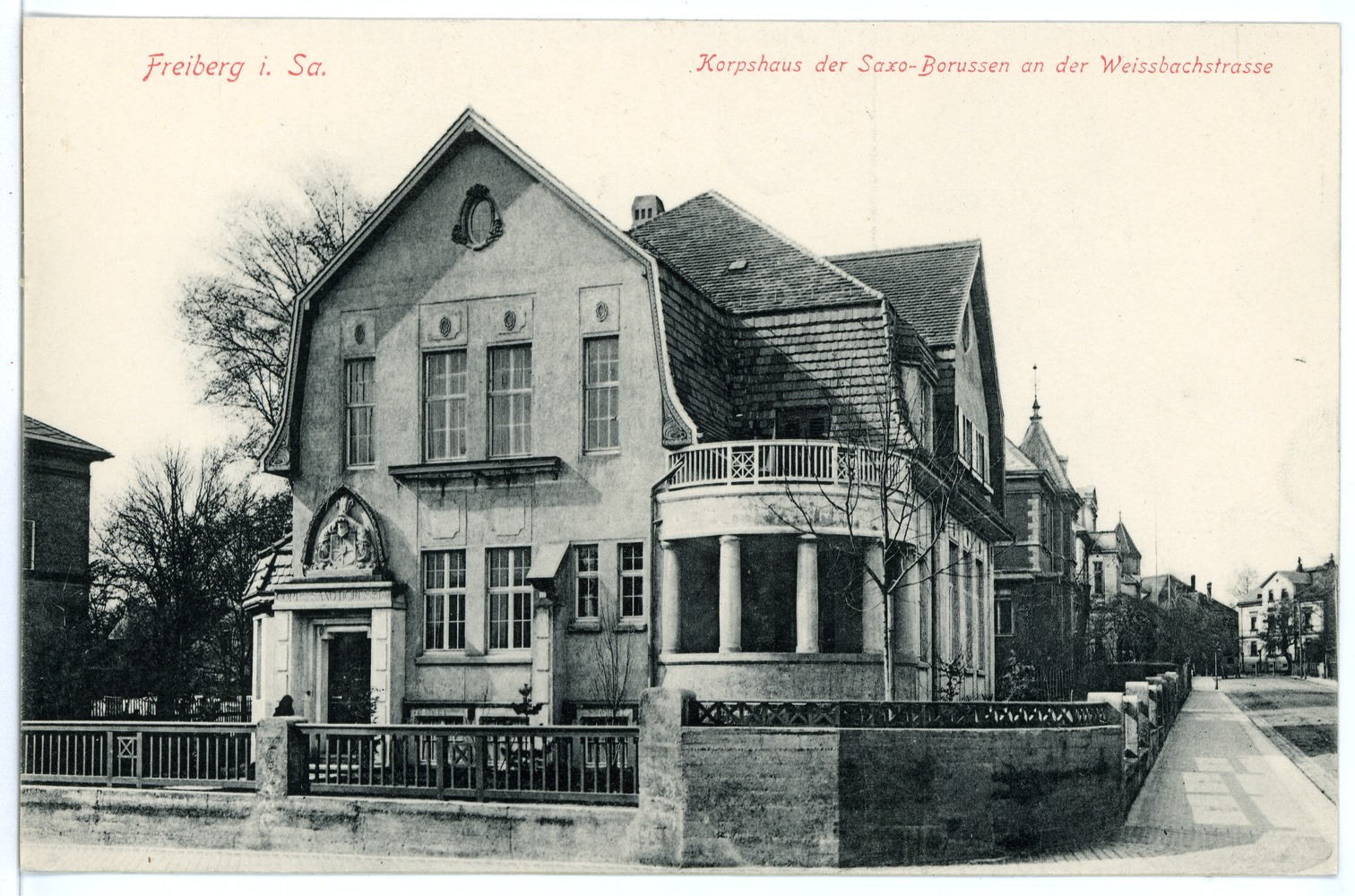
Corpshaus der Saxo-Borussia in Freiberg (1913)

Das Corps Saxo-Borussia ist am 28. November 1842 mit den Farben schwarz-weiß-grün an der Bergakademie Freiberg gestiftet worden. Ausschlaggebend waren seinerzeit Streitigkeiten zwischen den bereits bestehenden Corps Montania und Franconia, zu deren Schlichtung ein drittes Corps benötigt wurde.
Bereits 1847 musste das junge Corps trotz ausreichender Mitglieder wegen Schwierigkeiten mit den akademischen Disziplinarbehörden suspendieren. Mit Hilfe des Corps Montania und zu deren Unterstützung im SC konnte aber Saxo-Borussia am 10. März 1860 neu aufgetan werden. Die Farben wurden in schwarz-grün-weiß geändert und der heutige Zirkel eingeführt. Es wurden schwarze Samtmützen und schwarz-grüne Fuchsenbänder getragen. In Folge fehlenden Nachwuchses und des ausgebrochenen Deutschen Krieges 1866 musste das Corps jedoch erneut suspendieren.
Schließlich konnte auf Anregung des inzwischen entstandenen Corps Teutonia Freiberg am 16. Juli 1877 das Corps Saxo-Borussia neu gestiftet werden. Es wurden wieder weiße Mützen, ähnlich der 1842 getragenen, eingeführt und die Fuchsenfarben auf die noch heute gültigen grün-weiß-grün geändert. Seit WS 1891/92 bestand ein Kartellverhältnis mit dem Corps Borussia Clausthal, weiterhin wurde ein Freundschaftsverhältnis mit dem Corps Saxonia Tharandt gepflegt.

Anlässlich des 70. Stiftungsfestes 1912 konnte das von dem Dresdner Architekten May geplante Corpshaus in der Leipziger Straße eingeweiht werden.
Während des Ersten Weltkrieges wurde das Corps durch ortsansässige Alte Herren fortgeführt.

Mit Beginn der Zeit des Nationalsozialismus wurde im Zuge der Gleichschaltung formell das Führerprinzip eingeführt, ein jüdischstämmiger Corpsbruder musste das Corps verlassen. Der Kontakt zu ihm wurde jedoch gehalten und er trat nach dem Krieg wieder bei. Dem Druck der NS-Herrschaft folgend löste sich das aktive Corps im November 1935 auf, das Haus wurde 1937 an die Universität verkauft, der AHV schließlich im August 1938 aufgelöst. Wertvolle Traditionsgegenstände wurden in der folgenden Zeit an die Bergakademie zur Aufbewahrung und Erinnerung an das Corps übergeben. Gemeinsam mit den Freiberger Corps Montania und Franconia beteiligte sich Saxo-Borussia ab WS 1938/39 an der NS-Kameradschaft Wöller, die sich ab 1943 Berghauptmann von Herder nannte. Es bestand jedoch keine nähere Beziehung zur Kameradschaft, die Beteiligung blieb gering. Das 100. Stiftungsfest wurde 1942 in privaten Rahmen zusammen mit dem Kartellcorps Borussia Clausthal außerhalb Freibergs gefeiert. Da in der sowjetischen Besatzungszone und der späteren DDR Studentenverbindungen verboten blieben, schloss sich Saxo-Borussia mit Montania Freiberg, Markomannia Dresden und Frankonia Dresden zu Saxo-Montania zusammen. Saxo-Montania konstituierte sich in Aachen und gab sich in den Statuten den Auftrag, Traditionscorps sowohl in Freiberg als auch in Dresden wieder aufleben zu lassen, falls sich die Möglichkeit böte.
Als mit der Wiedervereinigung die Rückkehr möglich wurde, waren es zunächst vor allem Mitglieder des Corps Borussia Clausthal, zu welchem ehedem ein Kartellverhältnis bestand, die sich für eine Restitution in Freiberg starkmachten. Gemeinsam mit Mitgliedern der Corps Montania Clausthal und Vitruvia München wurde 1992 in Freiberg restituiert. Das Corps Saxo-Montania kam seiner eigenen satzungsgemäßen Pflicht nach, indem zum einen viele ihrer Mitglieder in die Gemeinschaft der Sachsen-Preußen eintraten und zum anderen das Corps Saxo-Borussia finanziell unterstützt wurde und noch heute unterstützt wird. So konnte das alte Corpshaus nach kurzer Zeit zurückgekauft werden und ein florierender Aktivenbetrieb aufgebaut werden.
Das Corps war das erste des WSC, das in die neuen Bundesländer zurückkehrte. Im Jahr 2012 stellte das Corps alle drei Vorortsprecher des Weinheimer Senioren-Convents.

## Bedeutende historische Mitglieder
In alphabetischer Reihenfolge
- Walter Alberts (1883–1948), Eisenhüttenmann, Vorstandsvorsitzender des Bochumer Vereins
- Helmut Berger (1913–2010), Bergingenieur, Professor für Bodenmechanik und Grundbau an der Hochschule für Bauwesen Leipzig und der Technischen Hochschule Leipzig
- Eduard Theodor Böttcher (1829–1893), Rektor der Gewerbschule Chemnitz
- Theodor Erhard (1839–1919), Rektor der Bergakademie Freiberg
- Adalbert Flaccus (1880–1955), Eisenhüttenmann, Stellvertretender Vorstandsvorsitzender der Phönix AG für Bergbau und Hüttenbetrieb, Vorstand der Vereinigten Stahlwerke
- Josef Follmann (1875–1938), Eisenhüttenmann, Vorstand der Vereinigten Stahlwerke
- Friedrich Franz (1889 – 1969), Eisenhüttenmann, zuletzt Direktor des Stahlwerks Brandenburg
- Adolf Görz (1857–1900), Großgrubenbesitzer und Bankier in Südafrika, Mäzen
- Paul Heinrich von Groth (1843–1927), Professor für Mineraloge
- Gustav Hempel (1842–1904), Professor für Forstwirtschaft, Rektor der Hochschule für Bodenkultur Wien
- Karl-Friedrich Lüdemann (1912–1967), Professor für Eisenhüttenkunde, Rektor der Bergakademie Freiberg
- Hans Matschak (1901–1979), Professor für Bergmännische Wasserwirtschaft und Bodenmechanik
- Carl Hermann Müller (1823–1907), sächsischer Geologe, erster Dr.-Ing. der Bergakademie Freiberg
- Curt Adolph Netto (1847–1909), Professor für Berg- und Hüttenkunde in Tokio, Wegbereiter für die industrielle Nutzbarmachung des Aluminiums
- Hieronymus Theodor Richter (1824–1898), Professor für Lötrohrprobierkunst, Mitentdecker des chemischen Elements Indium
- Wolfgang Moritz Vogelgesang (1826–1888), Montanist, Geologe und Gymnasialprofessor
- Max Zell (1866–1943), Generaldirektor der Konsolidierten Halleschen Pfännerschaft, Geschäftsführer des Ostelbischen Braunkohlensyndikats, Aufsichtsratsvorsitzender der Hallischen Röhrenwerke AG
- Karl-Heinz Zieger (1911–1982), Hüttenchef und Produktionsdirektor des Kombinats Ost der DDR in Eisenhüttenstadt